# Цурканов Костянтин Костянтинович
Костянтин Костянтинович Цурканов (26 липня 1886, Кременчуцький повіт, Полтавська губернія — † до 1936, Франція) — підполковник Армії УНР, начальник Спільної юнацької школи.

## Життєпис

В армії УНР

Походив з дворян Кременчуцького повіту Полтавської губернії. Закінчив 4-класне Миколаївське механіко-технічне училище, Тверське кавалерійське училище (1908), вийшов корнетом до 9-го драгунського Казанського полку (Житомир), з яким у 1914 р. виступив на Першу світову війну.
9 жовтня 1914 р. за власним бажанням був відряджений на поповнення командного складу армійської піхоти до 60-ї піхотної дивізії, що воювала під Перемишлем. 13 жовтня 1914 р. був важко поранений.
Після одужання 23 квітня 1915 р. був призначений спостерігачем до 7-го авіаційного корпусного загону. Останнє звання у російській армії — ротмістр.
З вересня 1919 р. — курсовий старшина Спільної юнацької школи. У жовтні—листопаді 1919 р. — начальник штабу цієї школи, з початку 1920 р. — командир кінного дивізіону школи.
З кінця 1922 р. — начальник Спільної юнацької школи, керував останнім (4-м) випуском школи.
Емігрував до Чехо-Словаччини, згодом — до Франції.
Скінчив життя самогубством.